# Ordonnans

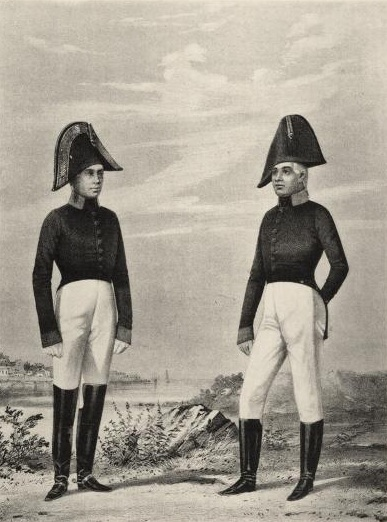
Ordonnans (1802—1812)

Een ordonnans is in het leger een militair in de nabijheid van een officier te velde. De ordonnans voert eenvoudige, vaak eenmalige opdrachten uit, zoals het doorgeven van informatie of bevelen, of het afhalen van documenten.